# 胡素貞博士紀念學校
胡素貞博士紀念學校（英語：Dr. Catherine F. Woo Memorial School）位於香港新界沙田第一城，由「香港青少年德育勵進會」於1985年創立，是一所全日制資助男女小學。鄰近晴碧花園、沙田第一城、愉田苑等私人屋苑。位於校網91區。現任校長是李寳麗女士。
此校理念是「五育並重，德育為先」，會舉辦「堅毅之星」、「關愛之星」等計劃。

## 學校設施[2]
| 課室數目                     | : | 24 |
| 禮堂數目                     | : | 1 |
| 操場數目                     | : | 1 |
| 圖書館數目                   | : | 1 |
| 特別室                       | : | STEM Lab、科探夢工場、校園電視台、童聲童戲坊、科技創意室、音樂、視藝、英文室、棋品、創新科技室(In-Tech Lab) |
| 支援有特殊教育需要學生的設施 | : | 斜道、暢通易達升降機及暢通易達洗手間。                                                                      |
| 其他                         | : | 攀石牆、教具資源室、教師會議室、家長教師會室、社工室、遊戲室。                                              |

## 著名/傑出校友
- 張美妮：香港女藝人
- 梁允瑜：香港女藝人
- 鄺潔楹：香港女演員
- 李傑志：香港男藝人
- 趙善軒：歷史學者
- 周勝馥：Lalamove 創辦人及行政總裁、香港中學會考十優狀元

## 外部連結
官方網頁 （页面存档备份，存于）